# Morze Peczorskie
Morze Peczorskie – morze znajdujące się na terytorium rosyjskiej części Arktyki, będące południowo-wschodnią zatoką Morza Barentsa. Uchodzi do niego rzeka Peczora.